# 德里克·布鲁
德里克·布鲁（英語：Derrick Brew，1977年12月28日—）生于德州休士頓，是美国男子田径运动员。曾在2004年雅典奥运获得男子400米铜牌以及男子4×400米接力金牌。

## 外部連結
- 德里克·布鲁在的頁面